# 洪一棟
洪一棟（？—1717年），字碩庵，號石臣，湖北應山（今廣水）人，清朝政治人物，貢生出身。

## 生平
康熙四十八年（1709年）接替孫元衡，擔任台灣府海防補盜同知。期間亦曾短暫兼攝臺灣縣知縣。康熙五十六年（1717年）洪一棟卒於台防同知任內。其政績頗受肯定，同仁追思長官，為其立碑，表達哀念，並頌其功德。此碑至今尚存，現存放於台南市中西區海安宮。